# Jörg Fiedler
Jörg Fiedler (Lipsia, 21 febbraio 1978) è uno schermidore tedesco, vincitore di una medaglia di bronzo nella scherma ai giochi olimpici.

## Palmarès
- Giochi olimpici

Atene 2004: bronzo nella spada a squadre.
- Mondiali di scherma

Seul 1999: argento nella spada a squadre.
L'Avana 2003: argento nella spada a squadre.
Lipsia 2005: argento nella spada a squadre.
- Europei di scherma

Bolzano 1999: bronzo nella spada a squadre.
Coblenza 2001: argento nella spada a squadre.
Lipsia 2010: bronzo nella spada a squadre.
Sheffield 2011: oro nella spada individuale.
Legnano 2012: bronzo nella spada individuale.
Zagabria 2013: oro nella spada individuale.